# Аспалмо Инфериоре-Палермо
Аспалмо Инфериоре-Палермо је насеље у Италији у округу Ређо ди Калабрија, региону Калабрија.
Према процени из 2011. у насељу је живело 15 становника. Насеље се налази на надморској висини од 256 м.